# Andreas Vindheim
Andreas Aalen Vindheim (* 4. srpna 1995 Bergen) je norský profesionální fotbalista, který hraje na pozici pravého obránce za český klub FK Teplice, kde je na hostování z pražské Sparty. V roce 2020 odehrál také 1 utkání v dresu norské reprezentace.

## Klubová kariéra

### SK Brann
Vindheim začal hrát za domovský SK Brann, v letech 2012 a 2013 si připsal pouze starty v poháru. Ligový debut si připsal 4. května 2014 proti IK Start. V sezoně odehrál 22 ligových zápasů, sestupu Brannu z Eliteserien ale nezabránil.

### Malmö FF
V březnu 2015 podepsal tříletou smlouvu se švédským mistrem Malmö FF. S Malmö se v sezoně 2015/16 probojoval do základní skupiny Ligy mistrů, odehrál ale pouze závěrečné minuty 2. předkola proti FK Žalgiris Vilnius, jinak byl pouze na lavičce. Ve skupině s PSG, Realem Madrid a Šachtarem Doněck Malmö obsadilo poslední místo a Vindheim do hry nezasáhl, v pěti utkáních byl na lavičce náhradníků, do šestého zápasu nebyl vůbec nominován. V sezoně 2018/19 nastoupil do 10 zápasů Evropské ligy, včetně dvou utkání playoff proti Chelsea. V květnu 2019 o něj projevila zájem pražská Sparta.

### AC Sparta Praha
Koncem května 2019 Vindheim přestoupil do Sparty. Vindheim se ovšem zranil během letní přípravy a na první start za Spartu si tak ještě musel počkat. Po zranění poprvé nastoupil 1. září za „B“ tým Sparty v utkání 4. kola ČFL proti Sokolu Hostouň. První soutěžní utkání za Spartu odehrál 25. září v utkání 3. kola MOL Cupu v Jihlavě a připsal si asistenci u vítězného gólu Martina Haška. Ligový debut odehrál 5. října proti Karviné, když zasáhl do hry jako střídající hráč v 80. minutě. V utkání proti Opavě hraném 3. listopadu vstřelil svůj první gól za Spartu.
| Gól | Datum       | Soutěž (kolo) | Zápas                               | Skóre (minuta) | Výsledek |
| --- | ----------- | ------------- | ----------------------------------- | -------------- | -------- |
| 1   | 3. 11. 2019 | 1. liga (15.) | SFC Opava – AC Sparta Praha         | 0:10(10.)      | 0:1      |
| 2   | 14. 6. 2020 | 1. liga (30.) | 1. FC Slovácko – AC Sparta Praha    | 0:10(65.)      | 0:2      |
| 3   | 22. 8. 2020 | 1. liga (1.)  | FC Zbrojovka Brno – AC Sparta Praha | 0:10(4.)       | 1:4      |

## Reprezentační kariéra
Vindheim nastoupil za reprezentační výběry do 19 a do 21 let.

## Osobní život
Vidnheim je synem Rune Vindheima, bývalého záložníka SK Brann nebo anglického Burnley FC.